# Kalkwerk
Kalkwerk was een buurtschap in de voormalige gemeente Hoogkerk aan de toenmalige grens met de gemeente Groningen.
De buurtschap was vernoemd naar een kalkbranderij aan het Reitdiep en lag ongeveer ter hoogte van de huidige spoorwegovergang aan de Friesestraatweg in Groningen. Bij de volkstelling van 1879 telde Kalkwerk 19 inwoners, verdeeld over twee huizen.